# Jean-Philippe Fleurian
Jean-Philippe Fleurian (ur. 11 września 1965 w Paryżu) – francuski tenisista, reprezentant w Pucharze Davisa.

## Kariera tenisowa
Jako zawodowy tenisista Fleurian występował w latach 1985–1998.
W grze pojedynczej awansował do 2 finałów turniejów rangi ATP World Tour.
W grze podwójnej osiągnął 4 finały ATP World Tour, z których w 1 triumfował, w 1996 roku w Marsylii wspólnie z Guillaume Raouxem.
W 1986 i 1994 roku zagrał w Pucharze Davisa, najpierw grając w zwycięskim meczu singlowym, a potem ponosząc porażkę deblową.
W rankingu gry pojedynczej Fleurian najwyżej był na 37. miejscu (30 kwietnia 1990), a w klasyfikacji gry podwójnej na 55. pozycji (29 stycznia 1990).

### Finały w turniejach ATP World Tour
| Legenda                                      |
| -------------------------------------------- |
| Wielki Szlem                                 |
| Igrzyska olimpijskie                         |
| Tennis Masters Cup / ATP Finals              |
| ATP Masters Series / ATP Tour Masters 1000   |
| ATP International Series Gold / ATP Tour 500 |
| ATP International Series / ATP Tour 250      |

#### Gra pojedyncza (0–2)
| Końcowy wynik | Nr | Data              | Turniej   | Nawierzchnia | Przeciwnik    | Wynik finału   |
| ------------- | -- | ----------------- | --------- | ------------ | ------------- | -------------- |
| Finalista     | 1. | 30 listopada 1986 | Itaparica | Twarda       | Andrés Gómez  | 6:4, 4:6, 4:6  |
| Finalista     | 2. | 13 stycznia 1991  | Auckland  | Twarda       | Karel Nováček | 6:7(5), 6:7(4) |

#### Gra podwójna (1–3)
| Końcowy wynik | Nr | Data             | Turniej  | Nawierzchnia    | Partner          | Przeciwnicy                   | Wynik finału |
| ------------- | -- | ---------------- | -------- | --------------- | ---------------- | ----------------------------- | ------------ |
| Finalista     | 1. | 1 maja 1994      | Madryt   | Ceglana         | Jakob Hlasek     | Rikard Bergh Menno Oosting    | 3:6, 4:6     |
| Finalista     | 2. | 12 lutego 1995   | Marsylia | Dywanowa (hala) | Rodolphe Gilbert | David Adams Andriej Olchowski | 1:6, 4:6     |
| Zwycięzca     | 1. | 18 lutego 1996   | Marsylia | Twarda (hala)   | Guillaume Raoux  | Marius Barnard Peter Nyborg   | 6:3, 6:2     |
| Finalista     | 3. | 28 września 1997 | Tuluza   | Twarda (hala)   | Maks Mirny       | Jacco Eltingh Paul Haarhuis   | 3:6, 6:7     |